# Dlakava prosolika
Dlakava prosolika (dlakavo proso; lat. Moorochloa eruciformis, sin. Brachiaria eruciformis), vrsta grmolike jednogodišnje, polegle do ležeće stoloniferne trave iz Europe, Azije i Afrike. Vrsta je uključivana u razne rodove, a prvi puta u rod Panicum kao Panicum eruciforme Sm., a kasnije u rodove Milium, Brachiaria, Echinochloa, Urochloa i danas u Moorochloa. Cvatnja: ljeto.
Listovi su jednostavni i naizmjenični, korijenje je vlaknasto i gusto. Cvat je uska linearna grozdasta metlica, duga 3 do 10 cm,

## Sinonimi
Homotipski sinonimi:
- Beckmannia eruciformis (Sm.) Sennen in Treb. Inst. Catalana Hist. Nat. 1917: 246 (1917), nom. illeg.
- Brachiaria eruciformis (Sm.) Griseb. in C.F.von Ledebour, Fl. Ross. 4: 469 (1853)
- Echinochloa eruciformis (Sm.) Rchb. in Fl. Germ. Excurs. 3: 45 (1833)
- Panicum eruciforme Sm. in J.Sibthorp & J.E.Smith, Fl. Graec. 1: 40 (1808)
- Urochloa eruciformis (Sm.) C.Nelson, J.Sutherl. & Fern.Casas in Fontqueria 51: 4 (1998)

Heterotipski sinonimi:
- Brachiaria eruciformis var. divaricata Basappa & Muniy. in Proc. Indian Natl. Sci. Acad., B 49: 379 (1983)
- Brachiaria isachne (Roth) Stapf in D.Oliver & auct. suc. (eds.), Fl. Trop. Afr. 9: 553 (1919)
- Milium alternans Bubani in Nuovo Giorn. Bot. Ital. 5: 317 (1873)
- Moorochloa eruciformis var. divaricata (Basappa & Muniy.) E.A.Kellogg in PhytoKeys 163: 252 (2020)
- Panicum anisostachyum Bojer ex C.Cordem. in E.J.de Cordemoy, Fl. Réunion: 116 (1895)
- Panicum caucasicum Trin. in Sp. Gram. 3: t. 262 (1829)
- Panicum cruciforme Steud. in Nomencl. Bot., ed. 2, 2: 255 (1841), orth. var.
- Panicum isachne Roth in J.J.Roemer & J.A.Schultes, Syst. Veg., ed. 15[bis]. 2: 458 (1817)
- Panicum isachne var. mexicana Beal in Grass. N. Amer. 2: 114 (1896)
- Panicum koenigii Wight ex Nees in Fl. Afr. Austral. Ill.: 30 (1841), pro syn.
- Panicum pubinode Hochst. ex A.Rich. in Tent. Fl. Abyss. 2: 363 (1850)
- Panicum wightianum Arn. & Nees in Fl. Afr. Austral. Ill.: 80 (1841), pro syn.
- Panicum wightii Nees in Fl. Afr. Austral. Ill.: 29 (1841)